# Neomyrina
Neomyrina is een geslacht van vlinders van de familie Lycaenidae.

## Soorten
- N. hiemalis (Godman & Salvin, 1878)
- N. nivea (Godman & Salvin, 1878)